# Мокободи (гміна)
Гміна Мокободи (пол. Gmina Mokobody) — сільська гміна у центральній Польщі. Належить до Седлецького повіту Мазовецького воєводства.
Станом на 31 грудня 2011 у гміні проживало 5174 особи.

## Площа
Згідно з даними за 2007 рік площа гміни становила 119.17 км², у тому числі:
- орні землі: 78.00%
- ліси: 17.00%

Таким чином, площа гміни становить 7.43% площі повіту.

## Населення
Станом на 31 грудня 2011:
| Опис     | Загалом | Загалом | Чоловіки | Чоловіки | Жінки | Жінки |
| -------- | ------- | ------- | -------- | -------- | ----- | ----- |
| одиниця  | осіб    | %       | осіб     | %        | осіб  | %     |
| все      | 5174    | 100     | 2706     | 52.30    | 2468  | 47.70 |
| міське   | 0       | 100     | 0        |          | 0     |       |
| сільське | 5174    | 100     | 2706     | 52.30    | 2468  | 47.70 |

## Сусідні гміни
Гміна Мокободи межує з такими гмінами: Беляни, Ґрембкув, Котунь, Лів, Седльце, Сухожебри.